# QBasic
QBasic (Quick Beginner's All-Purpose Symbolic Instruction Code) és una variant del llenguatge de programació BASIC. QBasic no pot compilar executables de manera independent. El codi font és compilat de forma intermèdia des de l'entorn integrat de desenvolupament (IDE) i posteriorment s'executa (s'interpreta) aquesta forma intermèdia. Fou creat amb l'objectiu de substituir el BASICA i el GW-BASIC i fou distribuït conjuntament amb l'MS-DOS 5.0 y les versions posteriors, inclosa el Windows 95. El seu disseny es fonamentava en l'anterior QuickBASIC 4.5, però li mancaven els elements del compilador i l'enllaçador del QuickBASIC.
Microsoft deixà de distribuir el QBASIC en les versions posteriors al Windows 95. Actualment es distribueix únicament mitjançant la pàgina web de Microsoft per a usuaris amb llicència d'ús de l'MS-DOS. L'entorn de desenvolupament del QBASIC inlcou diferents característiques que es consideren encara molt estranyes pels entorns de desenvolupament actuals.
El QBASIC fou emprat per ensenyar programació a principiants.

## "Hola, Món!" exemple
```
PRINT "Hola, Món!"

```

## "Espiral animada" exemple
```
'espiral salvapantalles en sis línies de programació
'Autor : Creactive
'URL : http://www.cvrec.cjb.net

SCREEN 12

'codi per radis i radiants
2 
IF deg < 3.141592 * 2 THEN deg = deg + .079: colour = colour + .16 ELSE deg! = 0: colour = 0
IF r < 390 THEN r = r + 1.07 ELSE r = 0

PSET (320 + COS(deg) * r, 240 + SIN(deg) * r), 0
PSET (320 + COS(deg + .079 * 9) * r, 240 + SIN(deg + .079 * 9) * r), colour + RND * 3

IF INKEY$ = "" THEN GOTO 2

```